# (1601) Patry
(1601) Patry ist ein Asteroid des Hauptgürtels, der am 18. Mai 1942 vom französischen Astronomen Louis Boyer in Algier entdeckt wurde.
Der Asteroid trägt den Namen des französischen Astronomen André Patry.